# 原顎鍬形蟲屬
原顎鍬形蟲（學名：Protognathinus）是生存於始新世的鍬形蟲，化石發現於德國黑森州梅塞爾坑。